# Старосольський Володимир Якимович
Володи́мир-Степан Яки́мович Старосо́льський (8 січня 1878, Ярослав — 25 лютого 1942, Маріїнськ) — український громадсько-політичний діяч, соціал-демократ, голова Української соціал-демократичної партії у 1937–1939 роках, в. о. міністра закордонних справ УНР у 1919–1920 роках, соціолог, правник, адвокат, професор, дійсний член НТШ (з 1923 року), автор «Теорії нації». Батько Юрія, Ігоря та Уляни Старосольських. Чоловік Дарії Шухевич (Старосольської).

## Життєпис
Володимир-Степан Старосольський народився 8 січня 1878 року в м. Ярославі (нині — Польща) в родині голови повітового суду в Ярославі, українця, діяча польського підпілля Якима (Йоахима) Старосольського (1822–1884) та спольщеної австрійки Юлії Рапф (1845–1919), батько якої був бурмістром Сяніка. Мав старшу сестру Ядвіґу Литвинишин (1876–1939). Дитинство та юність пройшли в Ярославі. Рідною мовою Володимира Старосольського була польська, однак, починаючи зі старших класів гімназії, він переходить на українську мову.
Товаришами з дитинства були Станіслав Людкевич, Іван Рак, Михайло Станько.
1906 року одружився з Дарією Шухевич (1881–1941), донькою українського громадського діяча, етнографа, педагога Володимира Шухевича. Мав трьох дітей: Юрія (1907–1991) — український діяч у США, правник, Ігоря (1908–1988) — архітектор у Львові та Уляну (1912—2011) — українська журналістка, письменниця, діячка в США і Канаді.

### Освіта

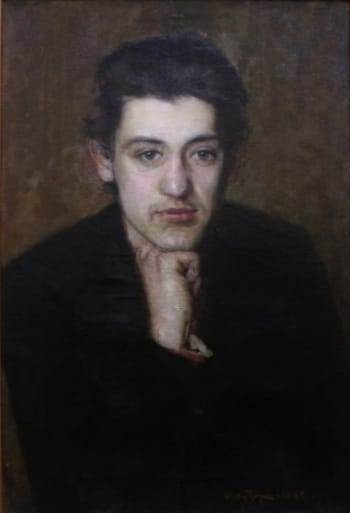
Іван Труш «Портрет студента Володимира Старосольського», 1898.

- 1889–1896 рр. навчався у Ярославській гімназії.
- 1896-1897 рр. — I курс юридичного факультету Краківського університету.
- 1897-1898 рр. — II курс юридичного факультету Львівського університету.
- 1898-1899 рр. — III курс юридичного факультету Віденського університету.
- 1899-1900 рр. — IV курс юридичного факультету Львівського університету.
- 1903 р. отримав ступінь доктора права у Львівському університеті.
- 1903-1912 рр. (з перервами) продовжив правничі студії в Берлінському, Ґрацькому та Гайдельберзькому університетах.
- 1909 р. склав адвокатський іспит та став адвокатом у Львові.
- 1918 р. отримав звання професора Українського державного університету в Кам'янці-Подільському.

### Громадсько-політична діяльність

#### 1896—1914 роки

Володимир Старосольський в однострої УСС

Володимир Старосольський почав цікавитися політичними ідеями у старших класах гімназії, зокрема соціалізмом (у тому числі марксизмом). Брав активну участь в українському студентському житті, один із лідерів українського молодіжного руху в Австро-Угорській імперії кінця XIX-початку XX ст.
1897 року вступив до «Академічної громади», згодом, на початку 1900-х років, один з її керівників.
1898 року як студент Віденського університету став членом української студентської організації «Січ» у Відні. 26 березня—4 вересня 1899 року — голова віденської «Січі».
Один з організаторів та активний учасник І віча (з'їзду) українського студентства Австро-Угорської імперії у справі заснування українського університету у Львові, що відбулося 13 липня 1899 року у Львові. Тоді ж було засновано молодіжну організацію «Молода Україна», членом-засновником та одним із її лідерів був Володимир Старосольський. У жовтні 1899 року голова редакційного комітету друкованого органу цієї організації журналу «Молода Україна».
14 липня 1900 року відбувся II з'їзд українського студентства Австрії у Львові, організований проводом «Молодої України» (головою з'їзду обраний В. Старосольський). На цих з'їздах було вперше висунуто вимогу створення українського університету у Львові, а також справа державної самостійності України стала головним питанням діяльності українського студентства.
На знак протесту проти репресивних заходів адміністрації Львівського університету щодо українських студентів В. Старосольський виступив одним із організаторів сецесії українських студентів Львівського університету у 1901—1902 роках Справа сецесії була підтримана III (8 жовтня 1901 року) та IV (19 листопада 1901 року) з'їздами українського студентства Австрії у Львові.
1902 року В. Старосольський був одним із організаторів та брав активну участь у селянському страйку в Галичині. Того ж року обраний членом Закордонного Комітету Революційної української партії.
1903 року — увійшов до Української соціал-демократичної партії (УСДП). 1907 року — вступив до робітничого товариства «Воля», що перебувало під керівництвом УСДП.
В. Старосольський один з організаторів товариства Січових Стрільців, а з 1913 року — його голова (головний отаман).

#### 1914—1920 роки
З початку першої світової війни у серпні 1914 року — член Головної української ради від УСДП, з 1915 року — Загальної української ради і Бойової управи Українських січових стрільців (УСС). У 1915—1918 роках — постійний представник Бойової управи при Легіоні УСС. Співпрацював зі стрілецьким журналом «Шляхи».
Володимир Старосольський разом із Дмитром Вітовським були головними ідеологами УСС.
З 1916 року — член таємного товариства УСС — «Лицарство Залізної Остроги».

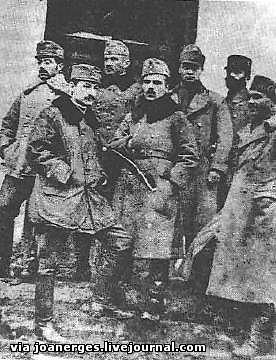
Група старшин УГА (зліва направо): отаман Никифор Гірняк, поручник Володимир Старосольський, чотар Микола Саєвич, полковник Дмитро Вітовський, чотар Михайло Гаврилко, Іван Боберський, сотник Осип Семенюк, до 2.08.1919

Співпрацював з Союзом Визволення України у Відні.
У жовтні 1918 року входив до складу Українського генерального військового комітету, який підготував Листопадове повстання 1918 року у Львові. Під час українсько-польської війни 1918-1919 роках ув'язнений у польському таборі для військовополонених у Домб'ю (під Краковом), визволений у жовтні 1919 року через міжнародний Червоний Хрест і переданий уряду УНР.
З листопада 1919 року — товариш міністра закордонних справ Директорії УНР в уряді Ісаака Мазепи.
Брав участь у переговорах Директорії УНР з Польщею в січні-лютому 1920 року.

#### 1920—1939 роки
1920—1927 роки на еміграції у Австрії й Чехословаччині. 1927 року повертається до Львова.
Залишаючись до кінця свого життя соціал-демократом (з 1937 року — голова УСДП), користувався особливою повагою серед діячів усіх політичних партій і напрямів. Зокрема, В. Старосольський разом з Дмитром Донцовим були єдиними діячами, які без застережень відвідували Академічний дім — головний осередок молодіжного українського націоналістичного підпілля у 1920—1930-х роках. Володимир Старосольський був прихильником співпраці та порозуміння українців з поляками у 1930-х роках.

### Наукова діяльність
Науковими дослідженнями розпочав займатися в студентські роки під керівництвом професора Станіслава Дністрянського. Завдяки йому та на підставі опублікованих наукових статей В. Старосольський отримав державну стипендію для продовження студій (навчання) в університетах Берліна, Гайдельберга.
Під керівництвом професора Гайдельберзького університету, відомого німецького правознавця Ґ. Єлінека розпочав написання наукової праці про право більшості — «Das Majoritätsprinzip», яка вийшла друком у 1916 року.
1920 року В. Старосольський став професором новоутвореного Українського вільного університету у Відні.

### Адвокатська діяльність
У 1901 році розпочав адвокатську практику як аплікант (помічник) адвоката в адвокатській конторі К. Чарніка у Львові. Найдовше проходив її у видатного львівського адвоката, поляка М. Грека. Також В. Старосольський працював у адвокатських канцеляріях визначних українських адвокатів у Львові Костя Левицького, Миколи Шухевича та ін. 1908 року брав участь у захисті М. Січинського.
1909 hjre після складання відповідних іспитів та присяги став адвокатом у Львові.
У листопаді 1911 року В. Старосольський відкрив власну адвокатську контору у Львові на вул. Коперника, 14. Займався адвокатською діяльністю до початку першої світової війни (з серпня 1914 року).
Після повернення до Львова 1927 року відновив адвокатську діяльність. У 1927—1939 роках був провідним діячем Союзу українських адвокатів у Львові, а також Львівської адвокатської палати. Його обирали до Головної адвокатської ради Польщі у Варшаві.
Славу відомого авторитетного адвоката здобув завдяки блискучим ґрунтовним промовам на політичних судових процесах у 1927—1939 роках проти членів УВО, ОУН, КПЗУ та інших учасників українського національного руху в Польщі.
В. Старосольський був адвокатом на таких резонансних процесах над:
- у 1929 році — В. Атаманчуком та І. Вербицьким за вбивство куратора Собінського;
- у 1930 році — виконавцями терористичного нападу на «Східні Торги» у Львові, діячем ОУН Зеноном Пеленським;
- у 1932 році — учасниками нападу на пошту в Городку Львівського воєводства (30 листопада 1932 року) та вбивства польського політика Тадеуша Голувка (29 серпня 1931 року), де захищав Василя Біласа;
- у 1933 році — виконавцем атентату Миколою Лемиком;
- у 1935 році — Данилом Шумуком;
- у 1936 року — учасниками Львівського процесу.

Також В. Старосольський захищав на політичних процесах колишніх послів-українців польського сейму і сенату: у 1930 році — В. Кохана, Юліяна Татомира, С. Біляка, Івана Ліщинського; у 1931 році — Дмитра Левицького, Дмитра Паліїва (останнього також у 1932, 1933 роках) та багато ін.

### Останні роки життя. 1939—1942 роки.

Меморіальна дошка Володимиру Старосольському у Львові

Після радянської окупації Львова у вересні 1939 року призначений професором державного права Львівського державного університету ім. І.Франка. Через декілька тижнів заарештований НКВС, засуджений 25 жовтня 1940 року у Києві терміном 8 років ув'язнення за ст. 58а. 4 (Кримінального кодексу СРСР). До січня 1941 р. перебував в ув'язнені в Лук'янівській в'язниці, а згодом переправлений «етапом» до концтабору у Сибіру.
Помер 25 лютого 1942 року у концтаборі в м. Маріїнську (нині — Кемеровська область, Російська Федерація). До 1943 року польський еміграційний уряд намагався звільнити В. Старосольського.

## Вшанування пам'яті
Згідно ухвали Львівської міської ради від 4 липня 2024 року вулицю Олександра Карпінського перейменовано на вулицю Старосольських.

## Праці
- Реформа похатньої торгівлі і австрійському законодавстві // Часопись Правнича і Економічна. — Львів, 1900.  — Т. 2. — С. 1–39.
- Причинки до теорії соціольоґії // Часопись Правнича і Економічна. — Львів, 1902.  — Т. 4–5. — С. 1–36.
- Національний і соціяльний момент в українській історії. — Відень, 1915: Союз Визволення України. — 15 с.
- Das Majoritätsprinzip. — Wien; Leipzig: Deuticke, 1916.  — X, 158 s.
- Теорія нації. — Відень: Український Соціологічний Інститут, 1922. — 144 с.
- Держава і політичне право: у 2 ч. — Подєбради: Видавниче Товариство при Українській Господарській Академії в Ч. С.Р., 1924—1925. — ч. 1. — 599 с.; ч. 2. — 464 с.
- Партія в конституції чеськословацькоі республики. — Прага, 1923. — 16 с.
- Методологічна проблема в науці про державу // Ювілейний збірник в честь проф. Станіслава Дністрянського. — Прага, 1925.
- До питання про форми держави // ЗНТШ. — Львів: Друкарня Наукового Товариства ім. Шевченка, 1925. — Т. 138—140. — С. 311—335.
- Bohdan Kistiakowskyj und das russische soziologische Denken. — Berlin, 1929.
- З боротьби за право // Життя і право. — 1928. — Число 2. — С. 25—28.
- Про цінність права // Життя і право. — 1928. — Число 1. — С. 11—21.
- Політичне право: курс лекцій. — Реґенсбурґ; Новий Ульм: УТГІ, 1950. — Ч.14. — 373 с.
- Принцип більшості / пер. з нім. К. Поліщука. — Львів: Літопис, 2018. — 312 с.